# Denis Marleau
 (janvier 2025).
Si vous disposez d'ouvrages ou d'articles de référence ou si vous connaissez des sites web de qualité traitant du thème abordé ici, merci de compléter l'article en donnant les références utiles à sa vérifiabilité et en les liant à la section « Notes et références ».
Denis Marleau est un metteur en scène et scénographe né en 1954 au Québec.

## Formation et débuts
Figure importante du théâtre québécois, Denis Marleau complète sa formation de comédien au Conservatoire d’art dramatique de Montréal (1973-1976), qu’il poursuivra pendant deux ans en Europe par des stages de mise en scène et de mime corporel. À son retour au Québec, il joue pour la Roulotte de Paul Buissonneau et dans un téléthéâtre Les Mal aimés de François Mauriac, réalisé pour Radio-Canada par Paul Blouin. Sa première mise en scène professionnelle (1979) est présentée à Sherbrooke à partir d’un montage de Marcel Sabourin commandé par l’Union des écrivains québécois, Littérature, un spectacle dans un décor du peintre-verrier Marcelle Ferron, signataire du Refus global.

## Metteur en scène et directeur artistique
Il fonde en 1982 sa compagnie de création UBU, à la suite de la reprise de Cœur à gaz & autres textes Dada que lui avait commandé un an plus tôt le Musée d’art contemporain de Montréal dans le cadre d’une rétrospective Sonia Delaunay. 
Ses premiers spectacles tirant vers la danse-théâtre découlent de collaborations avec les chorégraphes indépendants Édouard Lock, Ginette Laurin  et surtout Daniel Léveillé pour La Centième nuit de Mishima (1983), Portrait de Dora d’Hélène Cixous (1984)  et Théorème 1985 de Pasolini. 
Il entreprend ensuite une série de collages puisant dans les avant-gardes historiques du XXe siècle : Merz Opéra, textes de Kurt Schwitters, (1987) et Oulipo Show d'après Queneau, Pérec, Calvino, etc. (1988) ; Picasso Théâtre - Le désir attrapé par la queue au Musée des Beaux-arts de Montréal (1985), Ubu cycle d'après Jarry (1989), Luna-Park 1913 - Victoire sur le soleil de Malévitch-Kroutchonyk  pour l’inauguration du nouveau Musée d’art contemporain de Montréal (1992) et Merz Variétés (1995) au Centre Georges Pompidou. 
Au début des années 1990, il développe un projet de théâtre musical pour le New Music America Festival intitulé Cantate grise, composée de plusieurs textes et dramaticules de Samuel Beckett présenté à la Chapelle Historique du Bon Pasteur. Du même auteur il met en scène au Théâtre de Quat’Sous La Dernière bande (1994) qu’il reprendra sept ans plus tard, toujours avec Gabriel Gascon, en tournée canadienne suivie d’une série de représentations à Paris au Théâtre de la Cité internationale (2003). En 1992, il monte  La Trahison orale, de Mauricio Kagel avec le Nouvel Ensemble Moderne sous la direction de Lorraine Vaillancourt. 
Au fil des ans, il intègre de façon régulière à ses productions scéniques les musiques originales de  Jean Derome, Robert Normandeau, John Rea, Denis Gougeon et Denys Bouliane dont ce dernier écrit des compositions originales pour Woyzeck de Georg Büchner au Théâtre National/Communauté française de Bruxelles (1994) et Lulu, de Wedekind au Théâtre du Nouveau Monde (1996). Parallèlement, il développe une étroite collaboration avec  le sculpteur Michel Goulet  qui conçoit plusieurs décors dont celui d’Urfaust, tragédie subjective, d’après Goethe et Pessoa, crée à l’Usine C et présenté en tournée à Berlin, Munich et Weimar (1999).  L’année suivante Denis Marleau est nommé directeur artistique du Théâtre français au Centre national des Arts à Ottawa (2000-2007) où il met en scène entre autres : Quelqu’un va venir de Jon Fosse (2002), La fin de Casanova de Marina Tsvetaeva en coproduction avec l’Espace GO (2006).

## Recherches dramaturgiques et nouvelles technologies
Au Festival de théâtre des Amériques (FTA), Denis Marleau est un des metteurs en scène les plus souvent programmés avec une dizaine de créations dont Les Ubs, d’après Jarry (1991), Roberto Zucco, de Bernard-Marie Koltès (1993), Catoblépas de Gaétan Soucy (2001) et Nous étions assis sur le rivage du monde, de José Pliya (2005). 
À six reprises, il est invité au Festival d’Avignon avec  Maîtres anciens de Thomas Bernhard (1996) qui connaît une grande diffusion en France et Une fête pour Boris du même auteur (2009) ; deux créations mondiales du dramaturge québécois Normand Chaurette : Le Passage de l'Indiana (1996) et Le Petit Köchel (2000) ; Nathan le Sage de Lessing à la Cour d’Honneur (1997) et Les Aveugles de Maurice Maeterlinck (2002), une installation-théâtre qui sera reprise en anglais au Festival d'Edimbourg et qui tourne depuis à travers le monde. Cette première fantasmagorie technologique élaborée au cours d’une résidence d’artiste au Musée d’art contemporain résulte du croisement de deux voies d’exploration : celle qui  correspond au ‘premier théâtre’ de Maeterlinck avec la mise en scène d’Intérieur  au Rideau vert  (2001) ; une deuxième voie  plus radicale qui développe une approche de la vidéo ‘au service du personnage’ amorcée avec Les Trois derniers jours de Fernand Pessoa (1997) - une adaptation scénique d’après le récit d’Antonio Tabucchi jouée dans plusieurs centres d’art et festivals européens : Roma-Europa, Spielart de Munich, Festwochen de Berlin, Fondation Gulbenkian de Lisbonne et le Théâtre de la Ville à Paris.  Dans le cadre de Lille 2004 capitale culturelle, deux nouvelles installations viennent par la suite compléter le cycle des fantasmagories technologiques : Comédie de Samuel Beckett et Dors mon petit enfant de Jon Fosse. 
Parallèlement à ce triptyque, il conçoit et réalise au Manège de Mons en Belgique une adaptation de la nouvelle Le Moine noir de Tchékhov dans une traduction d’André Markowicz et  Françoise Morvan. Pour ce spectacle présenté au Carrefour international de Québec, Denis Marleau réalise une scénographie composée de multiples écrans sur lesquels sont projetées les images de Stéphanie Jasmin, codirectrice d’UBU depuis 2002 et qui a collaboré comme vidéaste à ses plus récentes créations parmi lesquelles Au Cœur de la Rose (2001) de Pierre Perreault, Les Reines (2006) de Normand Chaurette,  "Othello"  (2007) de Shakespeare, et "Le Complexe de Thénardier" (2008) de José Pliya, créé aux Francophonies de Limoges. Toujours avec Stéphanie Jasmin, il consigne la mise en scène de "Jackie, drame de princesse", d'Elfriede Jelinek (2010) à l'Espace GO et poursuit son exploration des tragédies shakespeariennes avec " L'histoire du roi Lear" au Théâtre du Nouveau Monde (2012). 
En 2011, avec Agamemnon de Sénèque, il devient le premier metteur en scène canadien à créer un spectacle dans la salle Richelieu de la Comédie-Française et, au cours de l'été suivant, il monte Les femmes savantes de Molière au Château de Grignan. 
Pour le Grand théâtre de Genève, il met en scène avec Stéphanie Jasmin l'opéra Le château de Barbe-bleue de Bartok (2009) et réalise avec elle, pour le Musée des Beaux-arts de Montréal, une trentaine d'installations vidéo de mannequins dans le cadre de La planète Jean Paul Gaultier, (2011) à l'invitation du créateur français, laquelle exposition tourne ensuite aux États-Unis, en Espagne, Suède et Hollande.

## Enseignement
Denis Marleau a  enseigné au Collège Jean-de-Brébeuf (1983-85)  et à l’Université de Moncton (1990).  Il dirige régulièrement des stages en France, Belgique, Italie, Suisse et au Mexique : École des Maîtres/Liège-Limoges-Rome; CIFAS/Bruxelles; La Manufacture, HETSR/Lausanne. Au Centre national des Arts à Ottawa, il a mis sur pied Les Laboratoires du Théâtre français qui ont accueilli comme formateur : Wajdi Mouawad, Stuart Seide, André Markowicz, Alain Françon, Daniel Danis, Normand Chaurette, Brigitte Haentjens, Galin Stoev.
Il est invité d'honneur de l’Oulipo en 2015.

## Prix et distinctions
- Compagnon de l'Ordre des arts et des lettres du Québec (2021)[2].
- Prix Denise-Pelletier (2014);
- Prix du Gouverneur général de la "réalisation artistique", Canada (2012);
- Officier de l'Ordre du Canada, (2011)
- Docteur honoris causa de l’Université du Québec -Montréal  (2009)
- Docteur honoris causa de l’Université Lumière -Lyon 2  (2004)
- Chevalier des Arts et des Lettres, Ministère de la culture, France (2002);
- Prix du Centre national des Arts du Gouverneur général, Canada (1998);
- Chevalier de l’Ordre national du Québec (1998);
- Prix de reconnaissance, Conseil des arts de Montréal (1996);
- Prix de l'Académie des Masques, Montréal (1996) (2002);
- Prix de l'Association québécoise des critiques (1988) (1992) (1993) (1996) (2001) (2002);
- Prix du Cercle des critiques de la Capitale, Ottawa (1988) (2002) (2004)